# Carlo Donati (politico)
Carlo Donati (Lonigo, 21 gennaio 1859 – Lonigo, 22 agosto 1908) è stato un avvocato e politico italiano.

## Biografia
Nato in provincia di Vicenza, ha svolto l'attività di avvocato. È stato eletto al parlamento del Regno d'Italia 
Tra i vari interventi ha presentato, assieme al deputato vicentino Antonio Teso, un progetto per la "Costituzione in comune" di Asigliano Veneto, allora frazione di Orgiano.